# Danmark ved sommer-OL 1972
Danmark deltog ved Sommer-OL 1972 med 140 sportsudøvere i sytten sportgrene i München. Danmark kom på femogtyvendepladsen med én guldmedaljer.

## Medaljer
| 1972 München | Guld | Sølv | Bronze | Total |
| Danmark      | 1    | 0    | 0      | 1     |

## Medaljevinderne
| Danmark under sommer-OL 1972 i München | Danmark under sommer-OL 1972 i München | Danmark under sommer-OL 1972 i München | Danmark under sommer-OL 1972 i München | Danmark under sommer-OL 1972 i München |
| Medaljer                               | Udøver                                 | Sport                                  | Øvelse                                 | Resultat                               |
| -------------------------------------- | -------------------------------------- | -------------------------------------- | -------------------------------------- | -------------------------------------- |
| Guld                                   | Niels Fredborg                         | Cykelsport                             | 1000 meter på tid, herrer              | 1:06,44                                |